# The Myth of the Rational Voter
The Myth of the Rational Voter: Why Democracies Choose Bad Policies är en bok från 2007 författad av ekonomen Bryan Caplan. I boken utmanar Caplan idén att väljare är rationella aktörer som samhället kan förlita sig på för att fatta lagar. Istället argumenterar han för att väljare är irrationella inom politiken och har systematiskt partiska åsikter om ekonomi.

## Sammanfattning
I boken fokuserar Caplan på väljarnas åsikter om ekonomi, eftersom många politiska beslut är centrerade kring ekonomiska frågor såsom invandring, handel, välfärd och ekonomisk tillväxt. Genom att använda data från Survey of Americans and Economists on the Economy (SAEE), kategoriserar Caplan olika ekonomiska fördomar som bidrar till felaktiga uppfattningar. Dessa inkluderar anti-marknad, anti-utländska, make-work och pessimistiska fördomar.

### Anti-marknadsfördomar
Caplan definierar anti-marknadsfördom som en "tendens att underskatta fördelarna med marknadsmekanismen.":30 Enligt Caplan är det vanligt att människor betraktar sig själva som offer av marknaden snarare än som aktiva deltagare i den. Han identifierar också några stora missuppfattningar som är kopplade till denna partiskhet: (1) en uppfattning om att marknadsbetalningar är överföringar istället för incitament, och (2) en tro på en monopolteori om pris, där företag kan tvinga konsumenter att betala högre priser utan att behöva göra det.
I den första punkten beskriver Caplan att "människor tenderar att se vinster som en gåva till de rika" och att begränsa vinster tillåter medlidande med de fattiga.:32 Ekonomer ser dock på vinster som ett sätt att främja handeln inom de berörda sektorerna.:32 Dessutom, historiskt sett, har attacker mot ocker och temporära extraordinära vinster ofta framställts som att de utnyttjar låntagaren. I verkligheten representerar räntan emellertid två saker: för det första att borgenären skjuter upp sin egen konsumtion mot kompensation (känd som likviditetspreferens), och för det andra en kompensation för risken att låntagaren kan gå i konkurs.:33
I den andra punkten beskriver Caplan hur företag, inklusive småskaliga leverantörer, ofta ses som giriga monopolister som utnyttjar konsumenterna. Caplan argumenterar dock för att all handel är en tvåvägsgata, och att mellanhänder inte är där för att exploatera människor utan snarare kompenserar för kostnader som transport, lagring och distribution.:34 På en bredare nivå är det inte fördelaktigt för företag att vara ohederliga, och konkurrensen mellan flera företag som erbjuder liknande produkter begränsar monopolmakten och håller priserna nere.:35

### Anti-utländsk fördomar
Caplan definierar vad han kallar anti-utländska partiskheten som en "tendens att underskatta de ekonomiska fördelarna med interaktion med utlänningar.":36 Människor tenderar att systematiskt se sitt eget land som i konkurrens med andra nationer och är därför motståndare till frihandel med dem. Han menar att utlänningar ofta betraktas som "fiender" även om deras regeringar befinner sig i en stabil fred. Principerna om komparativa fördelar visar att två länder kan dra betydande nytta av handel, även om det ena landet är bättre än det andra på alla områden.:38 Den ekonomiska vinningen är sällan jämnt fördelad, men den är alltid positiv för båda parter. Caplan noterar också hur anti-utländsk partiskhet ibland kan ha rötter i pseudorasistiska attityder. För amerikaner är handel med länder som Japan och Mexiko mer kontroversiell än handel med Kanada och England, på grund av likheter i språk och etnicitet med USA.:39

### Produktion-arbete fördomar
Boken använder begreppet make-work-fördom för att beskriva en "tendens att underskatta de ekonomiska fördelarna med att spara arbetskraft.":40 Han argumenterar för att det finns en vanföreställning om att ekonomisk tillväxt och skapande av jobb är samma sak. Enligt Caplan är det inte nödvändigtvis sant, eftersom verklig ekonomisk tillväxt är resultatet av ökad arbetsproduktivitet. Teknologiska framsteg kan leda till förskjutning och arbetslöshet när vissa jobb blir överflödiga på grund av förbättrad produktivitet. Ekonomisk rationalitet skulle kräva att dessa arbetskraftsresurser används på andra sätt där deras talanger kan utnyttjas mer effektivt.
Författaren ger ett exempel på denna utveckling genom att peka på jordbrukets minskade andel av arbetskraften i USA under de senaste 200 åren. Från att nästan 95 % av befolkningen var bönder år 1800 minskade denna siffra till bara 3 % år 1999. Detta illustrerar hur ökad arbetsproduktivitet inom jordbruket har minskat behovet av arbetskraft för att producera samma mängd jordbruksprodukter. Författaren föreslår att det frigör arbetskraft, en knapp resurs, för att användas inom tillverkningssektorn och andra tjänster, vilket gynnar ekonomisk tillväxt och diversifiering av ekonomin.

### Pessimistiska fördomar
Caplan använder begreppet pessimistisk fördom för att beskriva en "tendens att överskatta allvarigheten av ekonomiska problem och underskatta ekonomins tidigare, nuvarande och framtida prestanda.":44 Han noterar att allmänheten generellt uppfattar de ekonomiska förhållandena som försämrade eller på väg att försämras, trots att det ofta finns få eller inga bevis som stöder sådana apokalyptiska förutsägelser.
Han utmanar vanligt förekommande pessimistiska uppfattningar genom att nämna Julian Lincoln Simon och hans bok The Ultimate Resource. Simon argumenterade för att samhället fortsätter att utvecklas trots farhågor om miljöförstöring och ökad användning av naturresurser. Han förespråkade en syn där mänsklig uppfinningsrikedom och teknologisk innovation möjliggör förbättringar och löser problem som tidigare sågs som oupplösliga.

## Survey of Americans and Economists on the Economy
Författaren riktar särskild uppmärksamhet mot 1996 års Survey of Americans and Economists on the Economy (SAEE), som genomfördes av The Washington Post, Kaiser Family Foundation och Harvard University Survey Project. Denna undersökning ställde samma frågor om ekonomin till två olika grupper: 1 510 slumpmässigt utvalda medlemmar av den amerikanska allmänheten och 250 personer med doktorsexamen i ekonomi. Utöver de 37 aktuella frågorna inkluderade SAEE även frågor om deltagarnas inkomst, inkomsttillväxt, utbildningsnivå och annan demografisk information. Genom att jämföra svaren från dessa två grupper, kunde SAEE ge en inblick i skillnaderna och likheterna i hur allmänheten och ekonomiexperter ser på ekonomiska frågor och hur deras åsikter kan påverkas av deras bakgrund och erfarenheter.
Svaren på frågorna skiljer sig ofta åt mellan allmänheten och ekonomerna: allmänheten tenderar att skylla på teknologi, outsourcing, höga företagsvinster och downsizing som orsaker till varför tillväxten är lägre än den skulle kunna vara. Ekonomer å andra sidan tar knappt upp sådana argument. Till exempel skyller cirka 74 % av allmänheten på giriga oljebolag för höga bensinpriser, medan endast 11 % av ekonomerna gör det.:87 Dessutom tenderar allmänheten att tro att reella inkomster minskar, medan ekonomer intar en motsatt hållning.
Han noterar att klyftan mellan ekonomer och allmänheten sannolikt kan bero på partiskhet från experternas sida. Egenfördomar, där ekonomer antas vara rika och därmed benägna att stödja politik som gynnar deras egen ekonomiska situation, samt ideologiska antaganden att ekonomer är präglade av högerideologi, är två utmaningar som författaren tar upp. Caplan argumenterar: "Både den egennyttiga fördomen och den ideologiska fördomen är i princip empiriskt testbara. Om ekonomers åsikter är en produkt av deras välstånd, borde åsikterna hos rika ekonomer och rika icke-ekonomer överensstämma. Om ekonomer är förblindade av konservativ ideologi, borde åsikterna hos konservativa ekonomer och konservativa icke-ekonomer vara liknande.":54
Vidare förklarar han att om partiskhet på grund av egenintresse är oundviklig, skulle det på liknande sätt påverka de icke-rikas uppfattningar. Detta skulle leda dem att tro både på "borde"-uttalanden, som att regeringen bör minska ojämlikhet i förmögenhet, och på "är"-uttalanden, som att befintliga ojämlikheter i resultat är allvarliga och upprätthålls av både företags- och statliga maktstrukturer.
Caplan använder data från SAEE, där han inkluderar mått för ideologi, inkomst, anställningstrygghet och andra variabler, för att simulera vad människor skulle tro om de hade samma omständigheter som ekonomer. Detta tillvägagångssätt är känt inom statsvetenskapen som "upplysta preferenser". Om egenintresse och ideologiska fördomar är sanna, borde den största delen av skillnaden mellan den "upplysta allmänheten" och ekonomer försvinna. Å andra sidan, om den upplysta allmänheten inte visar sig vara mycket närmare ekonomerna, indikerar det att andra faktorer spelar roll, eftersom de förklaringarna inte neutraliserats.
Författaren tror att dessa andra faktorer inkluderar de fördomar han tidigare identifierat, såsom anti-marknadsfördomar, anti-utländskafördomar, produktion-arbete-fördom och pessimistiska fördomar. Caplan hävdar att uppgifterna från SAEE stödjer hans argument genom att visa att majoriteten av den upplysta allmänheten (men inte alla) ligger närmare ekonomer än den genomsnittliga allmänheten när det gäller deras ekonomiska åsikter och förståelse.

## Rationell irrationalitet
Caplan går emot det standard neoklassiska antagandet om att människor är rationella i alla avseenden. Han betonar att i vardagliga situationer som att välja jobb, köpa mjölk, anställa personal eller utveckla affärsstrategier, är människor generellt sett rationella. Det betyder att de agerar på ett sätt som är konsistent med deras preferenser och försöker maximera sina intressen baserat på tillgänglig information.
Däremot menar författaren att det finns specifika områden, särskilt inom politiken och ekonomiska frågor som påverkar offentliga beslut, där människor uppvisar systematiska partiska tendenser. Han kallar detta fenomen för rationell irrationalitet. Det innebär att även om människor kan vara rationella i sina personliga val och vardagliga beslut, så kan deras sätt att tänka och fatta beslut i politiska och ekonomiska frågor vara irrationellt på ett systematiskt sätt. Till exempel kan människor ha felaktiga uppfattningar om ekonomiska principer som marknadsfunktioner, handel eller inkomstfördelning, vilket påverkar deras ställningstaganden och politiska åsikter.
Således motsätter sig boken idén att systematiska biaser inträffar "sällan eller aldrig" och istället argumenterar för att sådana partiska tendenser är vanliga och påverkar politiska beslut i betydande grad.
Han argumenterar för att människor ofta är rationella i sina personliga beslut på grund av de kostnader som är förknippade med att vara felaktig. Detta betyder att även om människor kan ha fördomar eller felaktiga övertygelser, så kommer de ofta att agera på ett sätt som är ekonomiskt och praktiskt rationellt för att undvika kostnader eller maximera sina fördelar. Till exempel, en person med rasistiska övertygelser kan ändå välja att anställa en kvalificerad svart person om det är det mest lönsamma alternativet för företaget. Detta beror på att diskriminering på grund av ras kan leda till rättsliga eller ekonomiska konsekvenser för företaget, vilket är en kostnad som den rationella aktören försöker undvika.
Likaså kan en protektionist som förespråkar handelshinder för att skydda inhemsk industri, ändå överväga import om kostnaden för att köpa lokalt är högre och påverkar deras verksamhet negativt. Även om någon tror att en lågprisbutik är hemsökt, kan de välja att handla där om de upplever att prisskillnaden är tillräckligt stor för att rättfärdiga att handla där trots deras oro för spöken. I varje fall balanserar människor sina irrationella eller felaktiga uppfattningar mot praktiska överväganden och kostnader, vilket styr deras beslut mot ett rationellt beteende inom ramen för deras personliga intressen och mål.
Caplans poäng är alltså att rationalitet och irrationalitet inte är absoluta och oföränderliga egenskaper hos människor, utan snarare beror på situationen och de kostnader som är involverade i att hålla vissa övertygelser eller att agera på ett visst sätt.
Rationell irrationalitet enligt Caplan innebär att människor kan hålla fast vid förutfattade övertygelser trots att det objektivt sett är fel, särskilt när det är billigt att göra det. I politiken accepterar väljare ofta politiska övertygelser som tillfredsställer deras emotionella behov eller stärker deras självbild, utan att nödvändigtvis utvärdera deras sanningshalt eller praktiska effektivitet. Caplan betonar att politiska övertygelser inte bär samma kostnader eller konsekvenser som ekonomiska beslut, där felaktiga val kan leda till förluster. Därför konsumerar väljare politiska övertygelser tills de når en "mättnadspunkt" och tror på det som ger dem mest personlig tillfredsställelse. När väljare tar på sig sin "rösthatt" riskerar de inte att offra praktisk effektivitet, eftersom deras individuella röster oftast har försumbar inverkan på politiska utfall i en stor väljarkår.:132

### Relation till public choice-teori
Bryan Caplans bok är anmärkningsvärd eftersom den introducerar begreppet rationell irrationalitet, vilket är ovanligt inom ekonomisk teori. Denna idé utmanar konventionella perspektiv inom public choice, där väljare vanligtvis betraktas som rationellt okunniga. Inom den konventionella public choice-teorin betonas antingen demokratins effektivitet, såsom Donald Wittman gör, eller demokratiskt misslyckande som ett resultat av egenintresserade politiker, byråkrater, och välorganiserade specialintressen, som beskrivs av Gordon Tullock, James M. Buchanan och andra. Caplans arbete skiljer sig genom att fokusera på hur väljare kan vara rationellt irrationella, vilket innebär att de kan hålla fast vid felaktiga politiska övertygelser utan att nödvändigtvis påverkas av traditionella kostnader och konsekvenser som i andra ekonomiska beslut. Genom att betona denna asymmetri utmanar Caplan den traditionella synen på väljarnas rationalitet och dess roll i demokratiska beslutsprocesser.
Bryan Caplan lyfter fram ett demokratiskt misslyckande i sin bok och placerar skulden för detta på allmänheten. Han poängterar att politiker ofta hamnar i en svår situation där de är medvetna om vilken politik som generellt sett skulle vara fördelaktig, tack vare sina rådgivare och experter. Samtidigt är de medvetna om att denna politik inte nödvändigtvis är vad folk vill ha. Därför balanserar politikerna mellan att föreslå bra ekonomisk politik för att undvika långsam tillväxt, samtidigt som de försöker undvika impopulär politik som kan få dem att förlora sina platser vid nästa val.
Han menar att detta dilemma leder till att politikerna ofta väljer kompromisser mellan bra och dålig ekonomisk politik. De kan implementera politik som inte är optimal för ekonomisk tillväxt för att tillfredsställa allmänheten och undvika repressalier vid valen. Caplan argumenterar således att den irrationella uppfattningen hos väljarna om ekonomiska frågor, som han identifierar genom begreppet rationell irrationalitet, leder till suboptimala politiska beslut och därmed till ett demokratiskt misslyckande.

## Kritik
Ekonomen Donald Wittman menar att enligt teorin är väljare medvetna om deras rösters insignifikans och känner därför sig fria att rösta baserat på vilka övertygelser de "föredrar", oavsett om dessa övertygelser är sanna eller ej. Dock, genom att rösta antyder väljare att de inte förstår att oddsen mot att deras röster "räknas" är astronomiska. Och genom att inte i större utsträckning rösta på mindre partier eller skrivna kandidater, bekräftar de att de tror att deras röster kan vara avgörande och därför måste begränsas till en av de två kandidater som har en chans att vinna. Det är därför osannolikt att tro att väljare inte bryr sig om de röstar baserat på sanna övertygelser. Wittman anser att en bättre förklaring till väljarnas "misstag" kan vara okunnighet. Wittman delar inte Caplans tolkning av SAEE datan och påstår den inte visar särskilt mycket oenighet mellan väljare och ekonomer. Han skriver också att det inte är tydligt att meningsskiljaktigheter rör ekonomi snarare än främlingsfientlighet och möjligen andra icke-ekonomiska attityder hos allmänheten.

## Mottagande

### Populär press
Boken recenserades i den populära pressen, bland annat i The Wall Street Journal, The New York Times, och New Yorker. Det nämndes också kort i Time Magazine. Nicholas Kristof skrev i The New York Times att det var den "bästa politiska boken i år".

### Akademisk press
Boken fick en blandad till positiv recension av Loren Lomasky i Public Choice, meduppfinnare av teorin om "expressive voting" som var en nära konkurrent till Caplans teori om rationell irrationalitet. Stuart Farrand skrev en kritik av Caplans bok för Libertarian Papers. Gene Callahan recenserade boken för The Independent Review. Prema Popat från NorthEastern University och Benjamin Powell från Suffolk University skrev tillsammans en recension av boken för New Perspectives on Political Economy.
Innan boken publicerades hade Caplan lagt fram bokens huvuduppsats som huvuduppsats i novembernumret 2006 av Cato Unbound. Andra deltagare i debatten, som kritiserade olika aspekter av Caplans avhandling, inkluderade David Estlund, Loren Lomasky och Jeffrey Friedman.
Boken fick en blandad recension av den libertarianska österrikiske ekonomen Walter Block i Journal of Libertarian Studies. Block var mycket kritisk till Caplans försök att måla upp österrikisk ekonomi som en form av irrationell frimarknadsextremism. Han kritiserade också Caplan för att han inte hänvisade till Hans-Hermann Hoppes bok Democracy: The God That Failed som hade ett liknande tema. Blocks recension publicerades också i LewRockwell.com och Psychology Today.

## Relaterade böcker

### Böcker publicerade tidigare
- Democracy and Decision av Geoffrey Brennan och Loren Lomasky, där författarna beskriver sin "expressive voting"-uppsats i detalj. Caplans teori om rationell irrationalitet är en nära konkurrent till den teori som erbjuds här, och är på många sätt lik. Lomasky skrev en recension av Caplans bok.[14]
- The Myth of Democratic Failure av Donald Wittman, boken som Caplan säger var drivkraften till att skriva sin egen bok. Caplan inkluderade Wittmans bok på sin läslista och skrev "Detta är boken som väckte mig från mina dogmatiska offentliga valslummar - och (negativt) inspirerade allt mitt arbete om väljarirrationalitet. Det är en gåva." Caplan och Wittman deltog i en offentlig debatt kort efter att Caplans bok släpptes.[15]